# 磯部せんべい

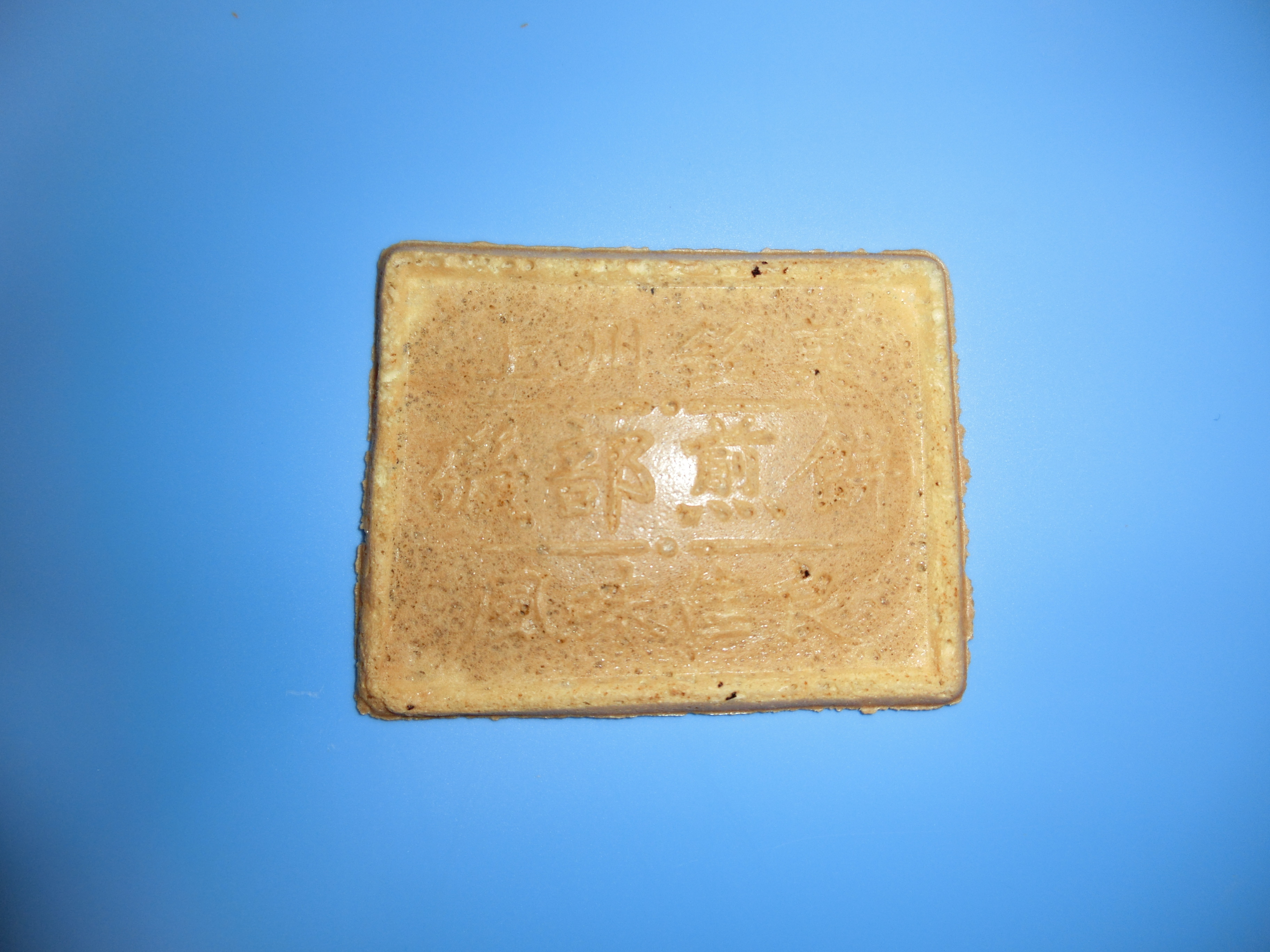
磯部せんべい

磯部せんべい（いそべせんべい、磯部煎餅）は、群馬県安中市にある磯部温泉の鉱泉水を使用して作った薄焼きせんべい。
温泉街は温泉卵や温泉饅頭など、鉱泉水（温泉水）を使った食べ物を名物とする所は多く、磯部温泉では磯部せんべいが名物菓子となっている。
群馬県の特産品で、磯部温泉街で手焼き販売している店もある。

## 概要
店・商品によっていろいろなものがあるが、小麦粉・砂糖を主原料に炭酸分を含む鉱泉水で練り上げ、薄く焼いたせんべいが代表的。磯部温泉の鉱泉水の炭酸含有泉は日本有数であり、飲んでも薬効があるとされる。これを含ませ練り焼き上げると、サクっとした歯応えに口の中では溶けるような軽い舌触りによって、独特の風味が楽しめる。子供や病人にも食べやすい煎餅である。
形状は四角、丸形や半月形、一口サイズの小さいもの等さまざま、せんべい生地に抹茶や味噌、生姜やゆず、ゴマや黒砂糖を加え味も幅広い。特に高度経済成長期以降は洋菓子が流行し、チョコレートやクリームを使用する和洋折衷の工夫が行われている。
アレンジされたものの代表として「旅がらす」があり、群馬県を代表する土産品として人気がある。

## 歴史
磯部せんべいは1873年に同地の医師、堀口謙斎により磯部温泉の高い効能が確かめられ、当時の県衛生局により飲用や食品への加工が認められたことから始まる。さらにその後磯部温泉まで信越本線が開通し、土産物として（一説によると大手萬平という人物により）磯部せんべいが考案されたとされる。なお「日本名菓辞典」には磯部せんべいは、大手商店（大手製菓）の製作品との記載がある。
兵庫県の有馬温泉や宝塚温泉の炭酸せんべいと類似しているが、磯部せんべいの方が先に存在していた。群馬県では小麦の主要産地で粉食文化が根付いており、焼きまんじゅうやおっきりこみなどと同じく郷土料理の1つとなっている。